# Habiémont
Habiémont est un hameau belge de la Région wallonne situé en province de Liège dans la commune de Stoumont.
Avant la fusion des communes, ce hameau faisait partie de la commune de Chevron.

## Situation
Ce hameau ardennais se situe à proximité de la N.66 Huy - Trois-Ponts, sur la rive gauche et le versant occidental de la Lienne et entre les hameaux d'Oufny situé sur le plateau et Neufmoulin au bord de la Lienne.

## Description
Habiémont se compose initialement de fermettes construites en grès dans un environnement de prairies en pente. 

## Activités
C'est à Habiémont que se trouve le complexe sportif de Chevron comprenant les terrains de football du F.C.Chevron ainsi que les terrains de tennis du Tennis Club de Chevron.